# Джеймс Вайт
Джеймс Вайт (англ. James White; 7 квітня 1928, Белфаст — 23 серпня 1999, Порт-Стюарт) — північноірландський письменник, автор науково-фантастичних романів, повістей та оповідань.

## Біографія
Будучи уродженцем Белфасту частину раннього життя провів у Канаді. Генетичні батьки Джеймса невідомі, у підлітковому віці виховувався в прийомній родині. Закінчив початкову школу св. Івана (St. John's Primary Schoo) і технічну середню загальноосвітню школу св. Йосипа (St. Joseph's Technical Secondary School ) в рідному місті. Мав бажання вивчати медицину але подальшому навчанню завадило скрутне фінансове становище. З 1943 працював на різних роботах, в ході чого отримав досвід, який потім використав у своїх творах. Зокрема продавцем, співробітником з технічних питань, помічником з реклами, менеджером зі зв'язків із громадськістю компанії «Short Brothers Ltd.».
Вайт зацікавився науковою фантастикою у 1941 році завдяки журналу «Astounding Science Fiction». Після першої публікації — оповідання «Перехід» у журналі «Нові світи» (англ. New Worlds, січень 1953 р.) — друкувався регулярно. В 1957 році його твір вперше було видано в США, ним став «Патруль».
У доробку письменника 26 романів, зокрема: «Таємні відвідувачі», «Завтра — це так не скоро», «Чорне пекло», «Орбіта втечі», і декілька збірок творів малої форми. Найвідомішою працею Вайта є багатотомний цикл творів «Космічний шпиталь». Вайт — лауреат премії «Єврокон».
Провівши свої останні роки у Порт-Стюарт помер 23 серпня 1999 року на 72 році життя. На честь письменника у 2000 році було засновано премію фантастичних оповідань The James White Award.

## Творчість
Джеймс Вайт захопився науковою фантастикою в 1941 році, тоді ж познайомився з Волтером Віллісом, спільно з яким брав участь у виданні фензинів «Slant» (1948—1953) і «Hyphen» (1952—1965). Перше оповідання Вайта — «Перехід»  (англ. Assisted Passage) — було надруковано в січневому номері журналу «Нові світи» (1953). Втім через конфлікт з головним редактором Джоном Кемпбеллом невдовзі перестав друкуватися у цьому виданні. У 1957 році у видавництві «Ace Books» вийшов перший роман Джеймса Вайта — «Таємничі відвідувачі» (англ. The Secret Visitors, 1957).
Основною темою творчості Вайта є перший контакт між людиною і іншопланетянами. За словами самого Вайта:
|               | Спроби зрозуміти поведінку і розумові процеси інопланетян часто допомагають краще зрозуміти проблеми людські — взаєморозуміння, пристосування до чужого, незвичного оточенню, нарешті, до іншої людини, незважаючи на численні відмінності між ним і вами — від кольору шкіри до політичних переконань. |
| — Джеймс Вайт | |

На відміну від багатьох інших британських письменників-фантастів, Вайт не зображує іншопланетян ворогами і загарбниками, апріорі ворожими людям, для нього іншопланетянин — носій розуму, гідний поваги незалежно від зовнішнього вигляду. Єдиним винятком є роман «Недовбивство» (англ. Underkill, 1979).
Найбільшу популярність йому приніс цикл творів «Космічний шпиталь», який Вайт писав з 1962 року до кінця життя. Цикл розповідає про головний госпіталь дванадцятого сектора Галактики. Шпиталь — космічна станція з 384-х рівнів, у якому спільно працюють лікарі, котрі належать більш ніж до 80 форм розумного життя — від теплокровних, дихаючих киснем, до істот, що живуть у вакуумі і живляться радіацією.

## Основні твори
- The Secret Visitors (1957)
- Second Ending (1962)
- Deadly Litter (1964, збірка оповідань)
- Open Prison (1965, інша назва Escape Orbit)
- The Watch Below (1966)
- All Judgement Fled (1968)
- The Aliens Among Us (1969)
- Tomorrow Is Too Far (1971)
- Dark Inferno (1972, інша назва Lifeboat)
- The Dream Millenium (1974)
- Monsters and Medics (1977, збірка оповідань)
- Underkill (1979)
- Futures Past (1982)
- Блакитний код — терміново (1987)
- Federation World (1988)
- The Silent Stars Go By (1991)
- Earth: Final Conflict: First Protector (1999)[6]